# 奥田小由女
奥田 小由女（おくだ さゆめ、1936年11月26日 - ）は、日本の人形作家。勲等は文化勲章。公益社団法人日展元理事長、一般社団法人現代工芸美術家協会理事長、日本芸術院会員、文化功労者。旧姓は川井（かわい）。
社団法人日展常務理事、社団法人現代工芸美術家協会副理事長などを歴任した。

## 来歴

### 生い立ち
一男二女の末子として大阪府堺市に生まれる。2歳の時に父を亡くし、母の故郷である広島県双三郡吉舎町（現在の三次市吉舎町）に移住。1955年、日彰館高等学校卒業後、人形作家を志して上京。

### 人形作家としての経歴
1966年に光風会展に入選し、1967年には新日展での入選と日本現代工芸美術展での入選を果たした。1972年、日展特選、光風会会員となる。1977年に杉浦非水記念賞を受賞し、1979年には日展審査員となる。1983年に光風会を退会、現代工芸美術家協会の理事に就任した。1988年、日展評議員になるとともに、同文部大臣賞を受賞した。1990年に日本芸術院賞を受賞し、1998年に日本芸術院会員となった。1999年に日展の常務理事に就任し、2002年には現代工芸美術家協会の副理事長に就任した。2008年には文化功労者として顕彰された。2014年、日展の理事長に就任するとともに、三次市の名誉市民となった。2020年、現代工芸美術家協会の理事長に就任するとともに文化勲章を受章した。

## 家族・親族
夫は日本画家の奥田元宋。なお、元宋も文化勲章を受章しており、夫妻での文化勲章受章は史上初である。

## 栄典
- 2008年 - 文化功労者。
- 2014年 - 三次市名誉市民[4]。
- 2020年 - 文化勲章[3]、広島県名誉県民[5]。